# 舞木信号場
舞木信号場（まいぎしんごうじょう）は、愛知県岡崎市舞木町にある、名古屋鉄道（名鉄）名古屋本線の信号場である。

## 歴史
- 1997年（平成9年）4月：舞木定期検査場（現・舞木検査場）竣工とともに開設。
- 2008年（平成20年）頃：従業員専用ホームの使用停止[2]
- 2017年（平成29年）：従業員専用ホーム撤去[2]。

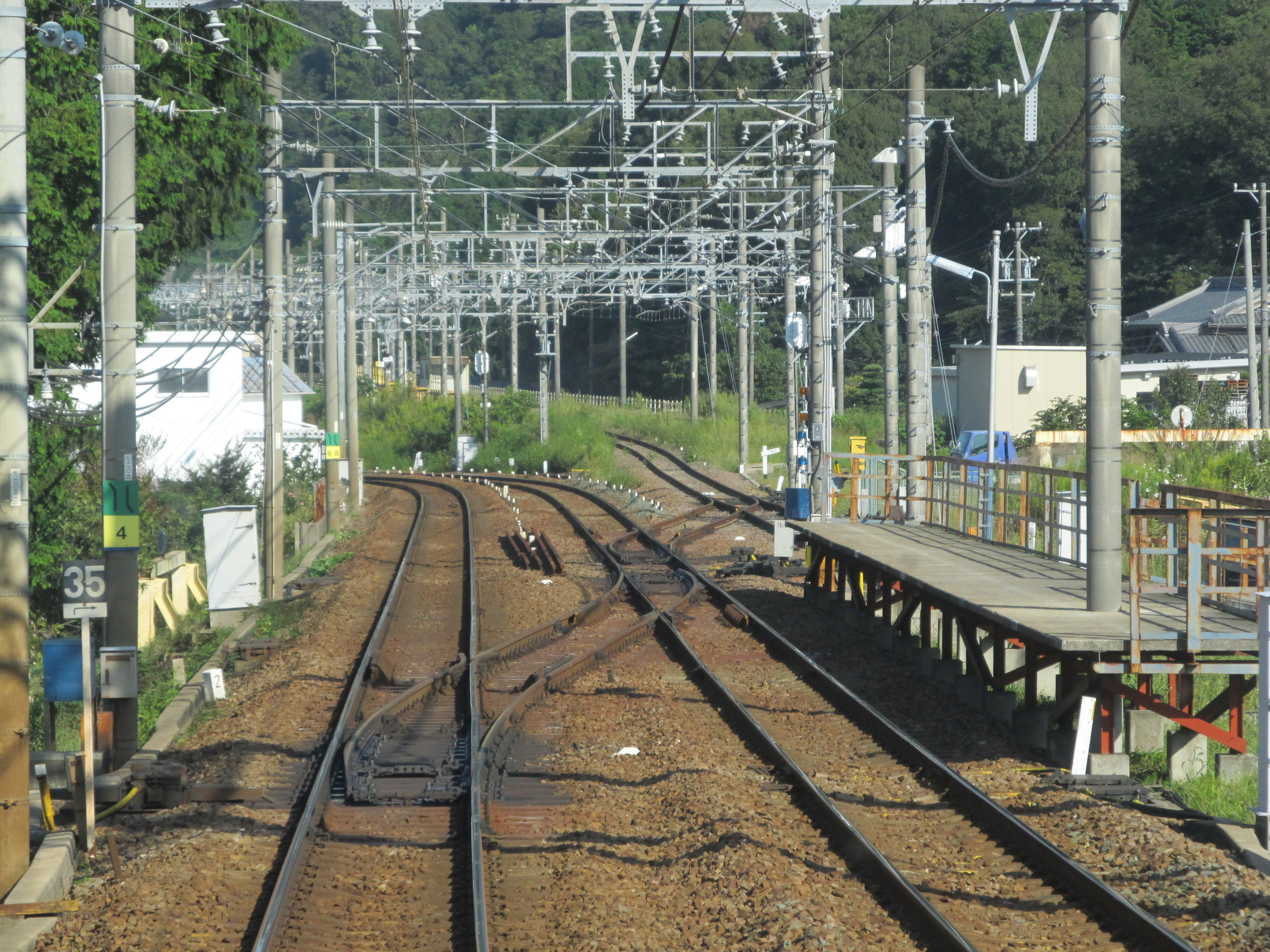
ホーム撤去前の舞木信号場

## 構造
複線の藤川駅 - 名電山中駅間から単線の舞木検査場への引込み線が分岐しているため、上下線間の渡り線を有する。この引込み線へは豊橋方面からしか出入りすることができないため、名古屋方面へ出入りする場合、一度本宿駅まで行ってから折り返して運用に入る（名電山中駅では折り返しができない）。
かつては乗務員用のホーム（長さは1両分程度）が設置されていたが、現在は撤去されている。単純な分岐形の信号場であり、列車待避はできない。
「山中越え」と呼ばれる16.7‰連続勾配の途中をほぼ水平に均して設置されたため、本線の藤川方は勾配が20‰に変更されたほか、当信号場前後の信号機が増設および取り替えられた。
|            | 舞木信号場・舞木検査場 配線略図 | → 本宿方面 |
|            | ↓ 東岡崎方面                    |            |
| 凡例 出典: |                                 |            |

## 周辺
- 国道1号
- 山綱川

## 隣の施設
名古屋鉄道
NH 名古屋本線
名電山中駅 - 舞木信号場 - 藤川駅